# The Boy Who Turned Yellow
The boy Who Turned Yellow (El niño que se volvió amarillo en Hispanoamérica) es un mediometraje inglés de 1972. La película fue producida  por la asociación Children's Film Foundation.

## Argumento
La película trata acerca, de un niño que vive en Londres que es fanático del club de fútbol Norwich City. Tras una excursión a la Torre de Londres, John no consigue mantenerse despierto en clase, con lo que su profesor le envía a casa. En el trayecto de regreso descubre que el tren y el resto de cosas se han vuelto amarillos. Esa noche recibe la visita de un extraterrestre, que le enseña todo sobre la electricidad. El vínculo con el club de fútbol se utiliza para explicar por qué el niño ya tiene tantas cosas amarillas en su dormitorio